# Saussurea flaccida
Saussurea flaccida là một loài thực vật có hoa trong họ Cúc. Loài này được Ling miêu tả khoa học đầu tiên năm 1935.